# یواس‌اس مونیسینگ (پی‌سی-۱۲۲۸)
یواس‌اس مونیسینگ (پی‌سی-۱۲۲۸) (به انگلیسی: USS Munising (PC-1228)) یک کشتی بود که طول آن ۱۷۳ فوت (۵۳ متر) بود. این کشتی در سال ۱۹۴۳ ساخته شد.